# Potáplice pacifická
Potáplice pacifická (Gavia pacifica) je středně velký druh potáplice, vodního ptáka ze stejnojmenného řádu. Do roku 1985 byla považována za severoamerický poddruh potáplice severní (Gavia arctica), od níž je jen obtížně rozlišitelná.

## Rozšíření
Potáplice pacifická hnízdí na hlubokých jezerech v tundře na Aljašce, v severní Kanadě (na východ po Baffinův ostrov) a na severovýchodním okraji Sibiře na východ od řeky Leny; zimuje podél pobřeží Tichého oceánu od Aljašky na jih po Mexiku a na západě u pobřeží Japonska, Koreje a jižní až východní Číny. Jako zatoulanec byla zjištěná také na Havajských ostrovech, v Grónsku a Hongkongu.
V roce 2007 byl poprvé prokázán výskyt potáplice pacifické v Evropě, když byl mladý pták pozorován od 12.1. do 4.2. v North Yorkshire ve Velké Británii; ve stejném roce byl pozorován ještě na dalších dvou místech Británie.
Celková populace potáplice pacifické je odhadována na 930 000 až 1 600 000 ptáků.

## Určování
Potáplice pacifická je velmi podobná potáplici severní, od níž se liší především kulatějším temenem a tmavými boky. Ptáci v prostém šatu mají tmavý proužek na bradě a bílá barva boků se táhne podél celého těla (u potáplice severní tvoří skvrnu v zadní části těla).

## Potrava
Jako všechny ostatní potáplice je specializovaná k lovu ryb pod vodou. Mimo to může lovit také korýše a žáby.